# Kortrijk (huyện)
Huyện Courtrai (tiếng Hà Lan: Arrondissement Kortrijk; tiếng Pháp: Arrondissement de Courtrai) là một trong tám huyện hành chính ở tỉnh Tây Flanders, Bỉ.
Huyện này vừa là huyện hành chính và huyện tư pháp. Tuy nhiên, huyện tư pháp Courtrai cũng bao gồm phần lớn các đô thị ở huyện Roeselare (trừ Staden, Moorslede và Lichtervelde), cũng như các đô thị cực nam của huyện Tielt: Meulebeke, Dentergem, Oostrozebeke và Wielsbeke.

## Lịch sử
Huyện Courtrai được thành lập năm 1800 thành huyện thứ tư ở tỉnh Lys (tiếng Hà Lan: Departement Leie). Ban đầu huyện này bao gồm các tổng Avelgem, Harelbeke, Ingelmunster, Courtrai, Menen, Meulebeke, Moorsele, Oostrozebeke và Roeselare.
Vào năm 1818, tổng Avelgem đã được chuyển sang cho huyện Avelgem, tổng Menen chuyển cho huyện Menen, tổng Roeselare cho huyện Roeselare, tổng Meulebeke cho huyện Tielt và các tổng Ingelmunster và Oostrozebeke cho huyện Wakken. Các huyện Avelgem và Menen đã được trả về huyện Kortrijk năm 1823.

## Các đô thị
Huyện hành chính Kortrijk bao gồm các đô thị sau:
| - Anzegem - Avelgem - Deerlijk - Harelbeke | - Courtrai - Kuurne - Lendelede - Menen | - Spiere-Helkijn - Waregem - Wevelgem - Zwevegem |